# Mollinedia costaricensis
Mollinedia costaricensis là một loài thực vật có hoa trong họ Monimiaceae. Loài này được Donn. Sm. miêu tả khoa học đầu tiên năm 1902.